# Відьма має народитися
«Відьма має народитися» (англ. A Witch Shall be Born) — одне з фентезійних оповідань американського письменника Роберта Говарда про Конана з Кіммерії, події якого відбуваються в вигаданій автором Хайборійській ері. Оповідання було вперше опубліковане в 1934 році у грудневому випуску журналу «Weird Tales». Твір примітний для української аудиторії тим, що автор використовує в ньому терміни «козак», «запорожець» і «гетьман».
Сюжет оповідання побудований на протистоянні сестер-близнючок. Розп'яття Конана було включене у стрічку 1982 року «Конан-варвар» з Арнольдом Шварценеггером у головній ролі.

## Сюжет
Відьма Саломія, сестра-близнючка королеви Хаурану, Тараміс, захоплює її і вдає із себе сестру. Довгий час над королівською родиною Хаурану висить прокляття: народжуються дівчатка з відміткою у вигляді півмісяця. Таких дівчаток, майбутніх відьом, зазвичай вбивали. Саломію також було полишено в пустелі. Але вона не померла, її врятував караван, де був чаклун з Кхитаю, який подорожував Стігією. Він привіз дитину до міста Пайкіна і навчав її магії. Але згодом чаклун прогнав Саломію, яка не виправдала його надій, не ставши великою чаклункою. Але він розповів їй про її народження і про закляття, і тепер відьма повернулася, щоби взяти своє.
| | \| "- Відьмин знак! - Тараміс відскочила. - Він самий! - Повний ненависті регіт був гострим, як лезо кинджала. - Прокляття царського дому Хауран! Досі на торгових площах наївні дурні розповідають ці байки про те, як перша в нашому роду королева зійшлася з повелителем темряви і понесла від нього дочку, ім'я якої пам'ятають і донині. І з тих пір кожні сто років з'являється в аскарійській династії дівчинка з червоним півмісяцем. «Раз на століття та народжується відьма» - так звучить стародавнє прокляття. І воно збувається! Деяких з нас убивали при народженні - так хотіли вчинити і зі мною. Інші залишалися жити відьмами - горді дочки Хаурану, мічені пекельним півмісяцем на мармуровому тілі, і кожна з них звалася Саломією! Завжди була і завжди буде з'являтися відьма Саломія. Навіть якщо зійдуть з полюсів вічні льоди, щоб звернути світ в прах, навіть якщо знову відродяться царства земні - все одно ходитимуть по світу царственої ходою Саломії і будуть чари їх поневолювати чоловіків, і будуть за їх примхою відсікати голови наймудрішим!" \| Оригінальний текст (англ.) "The mark of the witch!' cried Taramis, recoiling. 'Aye!' Salome's laughter was dagger-edged with hate. 'The curse of the kings of Khauran! Aye, they tell the tale in the market-places, with wagging beards and rolling eyes, the pious fools! They tell how the first queen of our line had traffic with a fiend of darkness and bore him a daughter who lives in foul legendry to this day. And thereafter in each century a girl baby was born into the Askhaurian dynasty, with a scarlet half-moon between her breasts, that signified her destiny. '"Every century a witch shall be born." So ran the ancient curse. And so it has come to pass. Some were slain at birth, as they sought to slay me. Some walked the earth as witches, proud daughters of Khauran, with the moon of hell burning upon their ivory bosoms. Each was named Salome. I too am Salome. It was always Salome, the witch. It will always be Salome, the witch, even when the mountains of ice have roared down from the pole and ground the civilizations to ruin, and a new world has risen from the ashes and dust—even then there shall be Salomes to walk the earth, to trap men's hearts by their sorcery, to dance before the kings of the world, to see the heads of the wise men fall at their pleasure." |
| "- Відьмин знак! - Тараміс відскочила. - Він самий! - Повний ненависті регіт був гострим, як лезо кинджала. - Прокляття царського дому Хауран! Досі на торгових площах наївні дурні розповідають ці байки про те, як перша в нашому роду королева зійшлася з повелителем темряви і понесла від нього дочку, ім'я якої пам'ятають і донині. І з тих пір кожні сто років з'являється в аскарійській династії дівчинка з червоним півмісяцем. «Раз на століття та народжується відьма» - так звучить стародавнє прокляття. І воно збувається! Деяких з нас убивали при народженні - так хотіли вчинити і зі мною. Інші залишалися жити відьмами - горді дочки Хаурану, мічені пекельним півмісяцем на мармуровому тілі, і кожна з них звалася Саломією! Завжди була і завжди буде з'являтися відьма Саломія. Навіть якщо зійдуть з полюсів вічні льоди, щоб звернути світ в прах, навіть якщо знову відродяться царства земні - все одно ходитимуть по світу царственої ходою Саломії і будуть чари їх поневолювати чоловіків, і будуть за їх примхою відсікати голови наймудрішим!" | |

Саломія, прикидаючись Тараміс, спираючись на полководця Констанція і його шемітське військо, захоплює владу над містом. Протиборча шемітам гвардія швидко знищена. Самого капітана королівської гвардії Конана було переможено. Констанцій наказує розіпнути Конана на хресті і залишає його помирати. Сипи кружляють над приреченим, одному з них капітан перегризає горло. Але Конана рятує поява кочівників — зуагірів, серед яких була ще одна людина. Зуагіри впізнають у розп'ятому капітана гвардії, а Конан впізнає у їхньому керманичі запорожця Ольгерда Владислава. Новоприбулі рятують Конана і вони разом доправляються до табору зуагірів.
| | \| "Чоловік же зветься Конан і походить він з варварського племені кіммерійців, чию дику міць не один раз випробували на власній шкурі наші доблесні вояки. У селах говорять, що людина ця стала правицею Ольгерда Владислава, козацького авантюриста, що прийшов з північних степів і своєю волею очолив зуагірів." \| Оригінальний текст (англ.) "He is called Conan, and is himself a barbarian, one of those gloomy Cimmerians whose ferocity our soldiers have more than once learned to their bitter cost. It is rumored that he has become the right-hand man of Olgerd Vladislav, the kozak adventurer who wandered down from the northern steppes and made himself chief of a band of Zuagirs." |
| "Чоловік же зветься Конан і походить він з варварського племені кіммерійців, чию дику міць не один раз випробували на власній шкурі наші доблесні вояки. У селах говорять, що людина ця стала правицею Ольгерда Владислава, козацького авантюриста, що прийшов з північних степів і своєю волею очолив зуагірів." | |

Через деякий час Конан стає найближчим помічником Ольгерда. Зуагіри починають збиратися у великі сили, виникають плітки, що вони збираються взяти Хауран. У самому ж королівстві, становище мешканців все важче та важче. В місті розквітає розпуста, поклоніння місцевій богині Іштар припинене, а замість неї встановлені культи семітських богів, та лячних богів старих часів. Сама ж Саламія у образі королеви, приносить у жертви людей. Ольгерд бажає захопити туранську фортецю Везек, але Конан бажає натомість повернути борг Констанцію. Між колишніми товаришами відбувається сутичка, з якої переможцем виходить Конан. Конан відпускає, Ольгерда Владислава і козак зникає з табору, а Конан стає керманичем зуагірів. Починається наступ на Хауран.
Констанцій, розраховуючи на легку перемогу, виводить військо в поле, але потрапляє під удар хайборійскої кінноти, яку таємно привів Конан. Хауранський воїн Валерій збирає уцілілих патріотів і намагається звільнити Тараміс, армія Конана входить в місто, винищуючи і Саломію, і викликане нею з Безодні чудовисько Тауга. Тара міс пропонує Конану знову стати капітаном гвардії і головним радником, але кіммерієць відмовляється і говорить, що обіцяв своїм людям похід до Турану.
Конан їде вершки мимо розп'ятого Констанція, на прізвисько Сокіл пустелі. Його люди їдуть за ним у білих вбраннях.

## Козаки Хайборійської ери

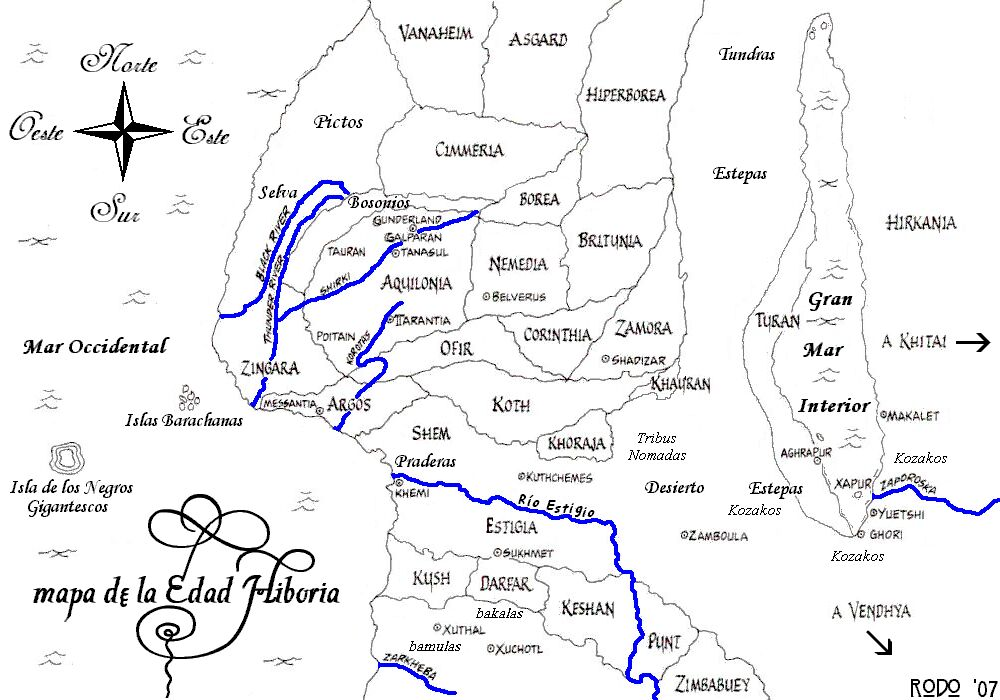
Мапа світу Хайборійської ери. На мапі присутні землі козаків на півдні на заході від моря Вілайет, також Замор та Туран

Створюючи всесвіт Хайборійської ери (світ де живе Конан) Роберт Говард та його послідовники, неодноразово використовували назви реальних племен, народів, а також назв місцин. Зокрема Говард вводить в свої оповідання козаків (англ. kozak). Козаки у Говарда кочовики які сформувалися зі злочинців, людей які розорилися, біглих рабів та солдатів-дезертирів. Ці люди які згодом склали своєрідну націю які визнавали лише свої закони і стали доволі вагомою силою яка вже мала змоги загрожувати державам. Козаки мали свою мову, а сама назва «козак» на їх мові мала значення (в залежності від перекладу книги): руйнівник, пропаща людина чи нікудишня людина (англ. wastrel). Самі ж козаки мешкали між внутрішнім морем Вілайет та східними кордонами хайборійських держав, а також біля гірканських земель. Опис наданий козакам у Говарда здебільшого подібний до реальних харцизів, етносоціальної групи на території сучасної України (кінець XVI — середина XVIII століття).
В цьому оповіданні фігурує Ольгерд Владислав, запорозький козак який став ватажком зуагірів. Конан висячі на хресті, впізнає називаючи «запорозьким злодієм» (англ. Zaporoskan thief). В оповіданні його також називають козацьким авантюристом. Також згадується, що козацькі ватажки чи володарі мали назву «гетьман».
| | \| "Ольгерд Владислав наповнив свій коштовний кубок з малиновим вином з золотого глечика і посунув його через стіл з чорного дерева Конану кіммерійцю. Ольгердів одяг міг би задовольнити марнославство будь-якого запорозького гетьмана. Його халат був з білого шовку, з перлами нашитими на грудях. Талію опоясував бахауріотський ремінець, його спідниці були відтягнуті, щоб розкрити його широкі шовкові бриджі, вставлені в короткі чоботи з м'якої зеленої шкіри, прикрашені золотою ниткою. На його голові був зелений шовковий тюрбан, намотаний на шолом, вкритий золотом. Його єдиною зброєю був широкий вигнутий черкеський ніж в піхвах слонової кістки, який висів на лівому стегні, за козацькою модою." \| Оригінальний текст (англ.) "Olgerd Vladislav filled his jeweled goblet with crimson wine from a golden jug and thrust the vessel across the ebony table to Conan the Cimmerian. Olgerd's apparel would have satisfied the vanity of any Zaporoskan hetman. His khalat was of white silk, with pearls sewn on the bosom. Girdled at the waist with a Bakhauriot belt, its skirts were drawn back to reveal his wide silken breeches, tucked into short boots of soft green leather, adorned with gold thread. On his head was a green silk turban, wound about a spired helmet chased with gold. His only weapon was a broad curved Cherkees knife in an ivory sheath girdled high on his left hip, kozak fashion." |
| "Ольгерд Владислав наповнив свій коштовний кубок з малиновим вином з золотого глечика і посунув його через стіл з чорного дерева Конану кіммерійцю. Ольгердів одяг міг би задовольнити марнославство будь-якого запорозького гетьмана. Його халат був з білого шовку, з перлами нашитими на грудях. Талію опоясував бахауріотський ремінець, його спідниці були відтягнуті, щоб розкрити його широкі шовкові бриджі, вставлені в короткі чоботи з м'якої зеленої шкіри, прикрашені золотою ниткою. На його голові був зелений шовковий тюрбан, намотаний на шолом, вкритий золотом. Його єдиною зброєю був широкий вигнутий черкеський ніж в піхвах слонової кістки, який висів на лівому стегні, за козацькою модою." | |

## Головні герої
- Конан — головний герой серії оповідань Говарда. Варвар кіммерієць;
- Тараміс — королева Хаурану;
- Саламія — сестра-близнючка королеви Тараміс. Відьма;
- Констанцій — голова семітських вояків. Спільник Саломії;
- Ольгерд Владислав — козацький авантюрист. Вожак зуагірів.

## Цікаві факти
- Сцена розп'яття Конана зустрічається в фільмі 1982 року Конан-варвар. Початковий варіант сценарію для фільму був написаний Олівером Стоуном за мотивами оповідань «Народиться відьма» і «Чорний колос», дія якого відбувається в постапокаліптичному майбутньому[1]. Режисер фільму, Джон Міліус відмовився від цього варіанту сценарію, але залишив сцену розп'яття. Кеннет фон Ганден відгукнувся про неї як про «квіентсенцію Говардівською Конана: могутній кіммеріець, розп'ятий на хресті, висмикує цвяхи з долонь і стоп, перекушує горло стерв'ятникові, який прилетів виклювати його очі»[2].
- Мотиви оповідання зустрічаються у фільмі 1984 года Конан-руйнівник, роль королеви Тараміс виконала актриса Сара Дуглас.